# NDUFS4
NDUFS4 (англ. NADH:ubiquinone oxidoreductase subunit S4) – білок, який кодується однойменним геном, розташованим у людей на короткому плечі 5-ї хромосоми.  Довжина поліпептидного ланцюга білка становить 175 амінокислот, а молекулярна маса — 20 108.
| 10         |  | 20         |  | 30         |  | 40         |  | 50         |
| ---------- |  | ---------- |  | ---------- |  | ---------- |  | ---------- |
| MAAVSMSVVL |  | RQTLWRRRAV |  | AVAALSVSRV |  | PTRSLRTSTW |  | RLAQDQTQDT |
| QLITVDEKLD |  | ITTLTGVPEE |  | HIKTRKVRIF |  | VPARNNMQSG |  | VNNTKKWKME |
| FDTRERWENP |  | LMGWASTADP |  | LSNMVLTFST |  | KEDAVSFAEK |  | NGWSYDIEER |
| KVPKPKSKSY |  | GANFSWNKRT |  | RVSTK      |  |            |  |            |

A: Аланін

D: Аспарагінова кислота

E: Глутамінова кислота

F: Фенілаланін

G: Гліцин

H: Гістидин

I: Ізолейцин

K: Лізин

L: Лейцин

M: Метіонін

N: Аспарагін

P: Пролін

Q: Глутамін

R: Аргінін

S: Серин

T: Треонін

V: Валін

W: Триптофан

Задіяний у таких біологічних процесах як транспорт, транспорт електронів, дихальний ланцюг, поліморфізм. 
Локалізований у мембрані, мітохондрії, внутрішній мембрані мітохондрії.